# شمس علي
شمس علي طاهر الحمد (1975-26 أبريل 2017)؛ صحافية، قاصة سعودية، عملت في النسخة السعودية من جريدة الحياة اللندنية من عام 2007 إلى نهاية عام 2011، وفي صحيفة العربي الجديد اللندنية حتى مارس 2015. لها مجموعتان قصصيتان، هما «طقس ونيران» الصادرة عام 2008م عن نادي أدبي الشرقية، والتي فازت بالمركز الأول في مسابقة نادي تبوك الأدبي عام 2007م. و«المشي فوق رمال ساخنة» الصادرة عام 2012 عن نادي أدبي حائل، والتي فازت بجائزة أبها للقصة مناصفة عام 2008م تم إدراج اسمها في معجم كتّاب السرد في الأحساء الصادر عام 2014 عن نادي الأحساء الأدبي، كما أدرجت واحدة من قصصها في أنطولوجيا القصة السعودية، ولها نصوص مشاركة في الجزء الثاني من كتاب«نيسابا». عضوة في الجمعية العمومية لنادي أدبي الشرقية، وعضوة في ملتقى ابن المقرب الأدبي بالدمام. أوصت عند وفاتها بتأسيس جائزة للقصة وخصصت جزءاً من تركتها لذلك. وقد عملت جمعية الثقافة والفنون بالأحساء بالتعاون مع أفراد أسرتها على تنفيذ تلك الوصية فأطلقت عام 2019م مسابقة الأحساء للقصة القصيرة جدا وجائزة باسم جائزة شمس علي للإبداع. توفيت شمس علي الحمد صباح يوم الأربعاء السادس والعشرون من أبريل عام 2017.

## تعليمها
حاصلة على بكالوريوس كيمياء من كلية العلوم بمدينة الدمام. كما حصلت على دبلوم في تصميم الأزياء.

## أعمالها

### مؤلفات
كتبت مجموعتين قصصيتين هما: «طقس ونيران» والصادرة عام 2008 عن نادي أدبي الشرقية، ومجموعة «المشي فوق رمال ساخنة» والتي صدرت عام 2012 عن نادي أدبي حائل. نالت المجموعة الأولى المركز الأول في مسابقة نادي تبوك الأدبي عام 2007، كما فازت بعض قصصها المتفرقة بمسابقات ثقافية عدة كمسابقة بي بي سي إكسترا بالمشاركة مع مجلة العربي الكويتية عن قصتها «طقس ونيران» في العام 2007، وفازت مجموعتها الثانية «المشي فوق رمال ساخنة» بجائزة أبها عام 2008، وأدرجت واحدة من قصصها في أنطولوجيا القصة السعودية، ولها نصوص مشاركة في كتاب «نيسابا» من خلال جزءه الثاني.

### إعلاميا
كان لها زاوية أسبوعية ثقافية لصحيفة الجزيرة السعودية كل يوم سبت بعنوان «ضفاف»، وباب عادات وتقاليد في مجلة الخفجي، كما عملت في جريدة الحياة اللندنية النسخة السعودية من عام 2007 إلى نهاية عام 2011، وفي صحيفة العربي الجديد اللندنية قبل انطلاق عددها الصفري وحتى مارس 2015. عملت محررة للنصوص العربية في مشروع ترجمة نصوص سعودية إبداعية وهو مشروع كان يقوم عليه نادي أدبي المنطقة الشرقية، كتبت في عدة مجلات ثقافية منها: مجلة القافلة التابعة لشركة أرامكو السعودية، مجلة المعرفة الصادرة عن وزارة التعليم العالي، مجلة الجوبة الصادرة عن نادي الجوف الأدبي، المجلة العربية، ومجلتي حقول وقوافل التابعتين لنادي أدبي الرياض. نشرت قصصها وموادها الصحافية في العديد من المطبوعات المحلية والخليجية والعربية ومنها: مجلة العربي الكويتية، مجلة دبي الثقافية، ونزوى العمانية، والبيان الصادرة عن رابطة مثقفي الكويت، وحسمى، ودارين، كما نشر لها في الصحف المحلية مثل: جريدة الوطن، الاقتصادية، اليوم، الجزيرة، الشرق. قامت خلال عملها الصحفي بتغطية العديد من الفعاليات والملتقيات والندوات، إضافة إلى جلسات الحوار الوطني كما أجرت العديد من الحوارات المهمة مع أدباء كبار ومسؤولين.

### مشاركات
شاركت في ملتقى الجوف الثقافي الأول المنعقد في شهر أكتوبر من العام 2008، وكان من المزمع تمثيلها للمملكة في معرض القاهرة الدولي للكتاب 2011، ومثلت المملكة في أمسية قصصية سعودية مغربية مشتركة اقيمت في المغرب بتاريخ 13 مايو 2013.

### نشاطات
نشطت في المطالبة بحقوق الصحفيين السعوديين المتعاونين، بعد تركها عملها كصحفية متعاونة مع صحفية الحياة.

## جوائز
- نالت المركز الأول في مسابقة نادي تبوك الأدبي في العام 2007، فضلًا عن فوز بعض قصصها المتفرقة بمسابقات ثقافية عديدة، مثل مسابقة “بي بي سي إكسترا” بالمشاركة مع مجلة العربي الكويتية عن قصتها “طقس ونيران”.[10]
- فازت مجموعتها الثانية “المشي فوق رمال ساخنة” بجائزة أبها في العام 2008. كما أدرجت إحدى قصصها في أنطولوجيا القصة السعودية، ولها نصوص مشاركة في كتاب “نيسابا”، في جزئه الثاني.[10]